# John Ronald Hamilton
John Ronald Hamilton (* 1871 in Forest Hill, Southland; † 1940) war ein neuseeländischer Politiker der Reform Party.

## Karriere
Hamilton war schottischer Herkunft.
Hamilton studierte in seiner Heimatstadt. Danach ließ er sich in Winton nieder. Er war der ältere Bruder von Adam Hamilton.
Hamilton kandidierte ohne Erfolg bei den Parlamentswahlen 1911 und 1914, bevor er 1919 zum Repräsentant des Wahlkreises Awarua gewählt wurde. Er wurde bei der Parlamentswahl 1922 niedergestimmt, aber besiegte den liberalen Philip De La Perrelle im Wahlkreis Awarua bei der Wahl 1925. Danach wurde er von ihm bei der Wahl 1928 besiegt.
1935 wurde Hamilton mit der King George V Silver Jubilee Medal ausgezeichnet.